# Nilphamari
Nilphamari (bengali: Nilphamari Jela eller Nilphamari Zila, engelska: Nilphamari District) är ett distrikt i Bangladesh.   Det ligger i provinsen Rangpur, i den norra delen av landet, 290 km nordväst om huvudstaden Dhaka. Antalet invånare är 1 834 231.